# 마쓰키타이역
마쓰키타이역(일본어: 松木平駅)은 일본 아오모리현 히로사키시에 위치한 고난 철도 오와니 선의 철도역이다. 단선 승강장 1면 1선의 구조를 갖춘 지상역이다.

## 역 주변
- 고난 버스 히로사키 영업소

## 역사
- 1952년 1월 26일 : 히로사키 전기 철도에 의해 개업.
- 1970년 10월 1일 : 고난 철도로 양도.

## 인접 역
| 고난 철도 오와니 선      | 고난 철도 오와니 선 | 고난 철도 오와니 선          |
| ------------------------ | ------------------- | ---------------------------- |
| 쓰가루오사와 오와니 방면 | ■ 오와니 선         | 고구리야마 주오히로사키 방면 |